# Hans Paus
Hans Josef Paus (* 12. Dezember 1937 in Dudweiler; † 3. April 2011) war ein deutscher Physiker.

## Leben
Hans Paus studierte bis 1964 Physik an der Universität des Saarlandes und der Rheinischen Friedrich-Wilhelms-Universität Bonn. Nach seiner Diplomprüfung wechselte er im September 1964 als wissenschaftlicher Mitarbeiter an das 2. Physikalische Institut der Universität Stuttgart. Er wurde dort promoviert mit einer Arbeit zur Strukturbestimmungen von optisch aktiven Zentren in Alkalihalogenid-Kristallen. Sein Doktorvater, Heinz Pick, übertrug ihm ab 1969 Lehraufgaben, Paus hielt recht bald die großen Experimentalvorlesungen für die Studierenden der Ingenieurwissenschaften, Biologie und Chemie. Er organisierte das Fortgeschrittenenpraktikum neu, als Lehrstühle für Natur-, Ingenieur- und Sportwissenschaften auf den Campus Vaihingen wechselten.
Paus habilitierte 1980 und erhielt im gleichen Jahr die Lehrbefugnis für das Fach Physik. 1987 wurde er zum apl. Professor an der Universität Stuttgart ernannt. 2003 trat er in den Ruhestand ein. Er verstarb am 3. April 2011 73-jährig an den Folgen eines Fahrradunfalls.

## Werk
Aus seinen Vorlesungen entstanden zunächst Manuskripte, 1994 erschien sein Lehrbuch „Physik in Experimenten und Beispielen“ (derzeit in der 3. Auflage).
In der Kristallzucht war Paus wissenschaftlich tätig, auch im Rahmen der Deutschen Gesellschaft für Kristallwachstum und Kristallzüchtung (DGKK).

## Schriften
- Zum Strukturmodell des Z_1tn1-Zentrums in Kaliumchlorid. Stuttgart 1968.
- Farbzentren und zweiwertige Fremdkationen in Alkalihalogenid-Kristallen. 1980.
- Physik in Experimenten und Beispielen. 3. Auflage. Carl Hanser Verlag, 2002, ISBN 3-446-22135-2.